# Domenico Pannaci
Domenico Pannaci (Potenzoni di Briatico, 8 marzo 1823 – Napoli, 11 novembre 1865) è stato un giurista e patriota italiano che, col fratello Luigi, contribuì e partecipò in prima persona ai moti rivoluzionari di Calabria del 1847/48 - durante cui si batté all'Angitola - ed a tutti i successivi eventi fino all’unità d'Italia.

## Biografia
Nacque in una famiglia benestante e venne avviato fin da piccolo alle idee liberali, cui in seguito sarebbe stato sempre improntato il suo agire. Svolse i primi studi a Monteleone e divenne fraterno amico del poeta Vincenzo Ammirà, col quale condivise le lezioni di Raffaele Buccarelli, insigne umanista e patriota che li istruì agli ideali romantici.
Iniziato giovanissimo ai segreti cospirativi, si inscrisse alla facoltà di Giurisprudenza di Messina dove prese a frequentare gli ambienti liberali della città, contribuendo attivamente al passaggio di notizie segrete tra rivoluzionari siciliani e calabresi. Una volta laureatosi tornò nella sua terra e si diede ad esercitare la professione di avvocato.
Nel contempo divenne punto di riferimento per tutte le iniziative antiborboniche, offrendo il palazzo Pannaci di Potenzoni come luogo per le riunioni segrete degli affiliati della zona di Briatico, pur consapevole dei gravi rischi cui esponeva se stesso e la sua famiglia.
Durante l'estate del 1860, al passaggio di Garibaldi in Calabria aderì all'impresa dei mille e fu, unitamente al fratello, tra i generosi protagonisti che combatterono a Soveria Mannelli al motto di o si fa l'Italia o si muore!
Per i servigi offerti alla causa dell'Unità, il nuovo governo premiò i suoi meriti nominandolo Delegato di pubblica sicurezza presso la Questura di Napoli, con sede nel quartiere Montecalvario. Ivi divenne assiduo frequentatore della loggia massonica La Sebezia, di cui era venerabile l'arciprete Domenico Angherà, suo vecchio amico e conterraneo, anch'esso residente nella città partenopea dopo il rimpatrio da Malta, dove era stato esule per sfuggire alla pena di morte decretata dal precedente governo.
Durante il suo mandato la sua azione si svolse specialmente su due direttrici: repressione della criminalità comune dilagante nel primo periodo post-unitario e prevenzione di qualsiasi tentativo di restaurazione borbonica. Per le sue competenze specifiche fu inviato spesso in missione in Puglia e in Basilicata, in particolare a Foggia e Potenza. Di lì a qualche anno, però, venne a mancare a causa del colera, epidemia frequentissima prima del risanamento della città. Appena due giorni dopo la sua morte, venne seguito dalla moglie, che lasciò completamente orfani i sei giovanissimi figli.